# Solec Kujawski
Solec Kujawski é um município da Polônia, na voivodia da Cujávia-Pomerânia e no condado de Bydgoszcz. Estende-se por uma área de 18,68 km², com 15 661 habitantes, segundo os censos de 2017, com uma densidade de 838,4 hab/km².